# Ханума (спектакль)
«Ханума» — музыкальный спектакль Ленинградского Большого драматического театра имени Горького, поставленный режиссёром Георгием Товстоноговым в 1972 году. Спектакль был записан для телевидения в 1978 году.

## История спектакля
Взяв за основу классический водевиль «Ханума» Авксентия  Цагарели, Георгий Товстоногов его переработал: текст актуализировали популярные в то время комедиографы Борис Рацер и Владимир Константинов, и конечно, в оригинальной версии не было стихов Григория Орбелиани, которые читает в спектакле сам Товстоногов. Воссоздание грузинского колорита было возложено на художника Иосифа Сумбаташвили, создавшего превосходные декорации старого грузинского города, и композитора Гию Канчели.
Премьера спектакля состоялась 30 декабря 1972 года. «Ханума» сразу стала одним из самых популярных спектаклей БДТ, выдержала более 300 представлений и сошла со сцены не потому, что перестала пользоваться успехом: одни актёры уходили, другие с годами не молодели, а заменить их оказалось невозможно. Но ещё в 1978 году, когда на сцене театра «Хануму» играли все участники премьеры, кроме Ефима Копеляна (первого исполнителя роли Микича Котрянца), спектакль был записан для телевидения.

## Сюжет
Действие происходит в конце XIX века в торговом армянском квартале Тифлиса Авлабаре, где соперничают две свахи — Ханума, которая считается лучшей, и Кабато.
Старый князь Вано Пантиашвили, прокутивший всё, что было возможно, ищет богатую невесту, чтобы из её приданого оплатить долги и выкупить заложенное имущество. Даже собственному слуге, Тимоте, он уже полгода не платит за работу. Сестра князя Текле журит его за неспособность удержать деньги в кармане. Ханума подыскала ему немолодую и, как выяснится в финале, некрасивую невесту с приличным приданым — Гулико, которую князь знает только по описанию (причём её возраст с каждым упоминанием о ней постепенно увеличивается). Но его мало интересует сама кандидатура невесты, главным образом он стремится получить деньги. Чтобы переманить славу лучшей свахи к себе, Кабато в день смотрин предлагает князю Сону, юную и прекрасную дочь купца Микича Котрянца. Кабато убеждает князя в том, что у Гулико никакого приданого нет, и приводит к нему Микича с приказчиком Акопом. Дочь купца представляется князю не лучшей партией, но размеры приданого поражают его воображение.
Будучи разбогатевшим сапожником, Микич мечтает выдать Сону замуж за аристократа, чтобы получить доступ в высшее общество и ездить по городу в карете с гербом; в то же время он считает такой брак, независимо от возраста жениха, истинным счастьем и для самой Соны. Князь и купец заключают предварительный договор, и Микич приглашает будущего зятя на смотрины. Князь отказывает Хануме, и та, разозлившись, грозится всё-таки сделать по-своему. Сона в отчаянии: она хочет выйти замуж только за любимого человека — своего учителя. Его специально нанял Микич, чтобы он научил Сону французскому языку, танцам, музыке и хорошим манерам. Но никто не знает, что это Котэ Пантиашвили — племянник князя Вано, тоже унаследовавший княжеский титул. Князь Вано промотал даже состояние своего покойного брата, отца Котэ, поэтому молодой князь вынужден сам зарабатывать на жизнь. Тем не менее, Котэ гордится тем, что умеет и хочет честно трудиться. Приказчик Микича Акоп не видит большого блага в том, чтобы молоденькая Сона стала женой старика, рассыпающегося на части. Бабушка Соны, которая до поры до времени не высказывает своего мнения, давно заметила взаимную склонность учителя и ученицы и тоже не против именно их супружества. Ханума, имеющая в этом деле свой интерес, берётся помочь влюблённым. Когда в отсутствие Микича в его дом приезжает князь, перед ним, надев свадебное платье с фатой, скособочившись и сильно хромая, вместо Соны предстаёт Ханума, исполняющая скабрезные куплеты. Шокированный как обликом «невесты», так и её вульгарными манерами, князь в ужасе покидает дом, не дождавшись хозяина.
Наутро к князю является возмущённый Микич. Он не может понять, почему князь не согласен на свадьбу. Оказывается, Микич скупил все его долговые векселя, чтобы никто не подумал, будто это брак по расчёту, и не стал бы предъявлять их к оплате, если бы брак состоялся, но теперь он угрожает князю долговой тюрьмой. Кабато удаётся примирить их, хотя Акоп отчаянно противодействует этому, и Микич отправляется за дополнительными деньгами. Ханума велит Акопу тайно привезти в сад князя Сону и выдает её за Гулико — свою невесту. Князь, восхищённый красотой мнимой Гулико, на радостях переменяет мнение и заявляет об этом вернувшемуся Микичу. В ярости купец даёт ему на раздумье день, угрожая всё теми же векселями. От отчаяния князь решает покончить с собой в общественной бане. Но Ханума пробирается туда и стыдит его за малодушие, а Котэ с её подсказки предлагает себя в женихи Соны. Микичу ведь нужен лишь княжеский титул, поэтому ему не так уж важно, какой князь станет его зятем. Князь Вано приходит в восторг и соглашается.
Когда Котэ приходит на очередной урок к Соне, Микич заявляет, что хочет на это посмотреть — как же с таким воспитанием Сона не угодила такому жениху? Котэ и Сона хитростью ведут понятный лишь им диалог, но, в конце концов, они открыто признаются в любви друг к другу. Микич прогоняет Котэ, оскорблённый наглостью простого учителя, и не слушает объяснений Соны. Сговорившись с Тимоте и Акопом, Ханума подстраивает «похищение невесты» якобы князем Вано. На самом деле, Сона отправляется венчаться с милым её сердцу Котэ. В свою очередь, Акоп сообщает свахе о том, что любит её, и Ханума отвечает ему взаимностью. Затем сам князь прибывает сюда с сестрой, и обман раскрывается. Ханума признаётся во всём, рассказывает Микичу о княжеском титуле Котэ, и Микич с радостью принимает избранника дочери. Огорчённой Кабато Ханума передаёт своё звание лучшей свахи в городе (ведь именно она смогла сосватать своими проделками саму Хануму), и играются три свадьбы: Котэ с Соной, князя с Гулико и Акопа с Ханумой.

## Действующие лица и исполнители
- Ханума, сваха — Людмила Макарова
- Кабато, сваха — Валентина Ковель
- князь Вано Пантиашвили — Владислав Стржельчик
- Котэ, племянник князя Вано Пантиашвили — Геннадий Богачёв
- Тэкле, сестра князя Вано Пантиашвили — Мария Призван-Соколова
- Тимотэ, слуга князя Вано Пантиашвили — Всеволод Кузнецов
- Микич Котрянц, богатый купец — Ефим Копелян, Вадим Медведев (в телевизионной версии), Борис Рыжухин
- Сона, его дочь — Елена Алексеева
- Акоп, его приказчик — Николай Трофимов
- Ануш, мать Микича — Ольга Дроздова, Марина Адашевская (в телевизионной версии)
- Приятели князя в бане: Иван Пальму, Борис Лёскин
- Кинто: Леонид Неведомский, Георгий Штиль, Анатолий Гаричев, Валерий Караваев, Владимир Козлов, Юзеф Мироненко, Евгений Соляков, Людмила Сапожникова, Евгений Чудаков
- Кинто с бутылкой — Ирина Комарова

Стихи Григола Орбелиани («Мухамбази», 1861) в переводе Николая Заболоцкого читает 
Георгий Товстоногов.

## Создатели спектакля
- Режиссёр-постановщик — Георгий Товстоногов
- Художник — Иосиф Сумбаташвили
- Режиссёр — И. Д. Рассомахин
- Композитор — Гия (Георгий) Канчели
- Балетмейстер — Юрий Зарецкий
- Русский текст и стихи В. Константинова и Бориса Рацера

### Создатели телеверсии
- Режиссёры: Георгий Товстоногов и Юрий Аксёнов
- Оператор— Дмитрий Долинин
- Художник — Римма Наринян
- В ролях: Макарова Л., Стржельчик В., Медведев В., Ковель В., Трофимов Н., Кузнецов В. (Тимотэ), Призван-Соколова М. (Текле), Адашевская М. (Ануш), Алексеева Е. (Сона), Богачев Г. (Котэ), Неведомский Л., Штиль Г. и другие.

Киностудия «Ленфильм».